# Ненад Марковић
Ненад Марковић (Добој, 6. јун 1968) је бивши босанскохерцеговачки кошаркаш, а садашњи кошаркашки тренер.

## Каријера

### Играчка
Каријеру је започео у КК Игман Илиџа, након чега су га запазили скаути КК Босна коју је тада тренирао Младен „Максо” Остојић. Ненад је играо у млађим категоријама КК Босне пар година, да би у сезони 1989/90. прешао у први тим и постао стартер. На крају те сезоне његов квалитет је награђен позивом у Југословенску репрезентацију коју је водио познати стручњак Душан Ивковић. Међутим, Ненад није отишао са репрезентацијом на Светско првенство 1990. у Аргентини које је Југославија освојила.
Марковић је наставио напредовати, играјући редовно за КК Босну идуће две сезоне, све до рата у Босни и Херцеговини. Следећих 14 сезона Марковић је играо по целој Европи, укључујући Италију, Шпанију, Француску, Израел и Грчку. Док је у Француској наступао за Лимож, имао је част да наступи на Француском Ол-стар мечу, где је и победио на такмичењу у шутевима за три поена.
Такође је играо многе важне мечеве за репрезентацију Босне и Херцеговине, укључујући два меча против Хрватске у новембру 1997. и новембру 1998. који су га промакли у једног од најбољих спортиста Босне и Херцеговине свих времена. Марковић се 2004. године вратио у свој матични клуб Босну да заврши играчку каријеру што се десило 2006. године, након пуних 18 година активног бављења кошарком.

### Тренерска
Након повлачења, Ненад је постао селектор репрезентације Босне и Херцеговине, и тренер КК Босне одакле се повукао након што није испунио задани циљ, а то је освајање титуле првака државе. У октобру 2007. године Марковић је постао тренер грчког Паниониоса, који је одвео до квалификација за Евролигу, што је био највећи успех клуба у 12 сезона. Ипак је добио отказ, и заменио га је Александар Трифуновић. Касније је поново водио Паниониос, а у Грчкој је био и тренер КАОД-а. Од 2014. до 2016. је водио Трабзонспор а у сезони 2016/17. је био тренер Каршијаке.